# Compitalia
Compitalia (Kompitalie) – rzymskie święto ku czci larów (lares compitales), będących bóstwami opiekuńczymi rozdroży (łac. compitum, lm compita) i skrzyżowań dróg. Odmiennie obchodzono je na wsi i w mieście przy udziale kapłanów zwanych compitales.
W miastach święto larów dzielnicowych, strzegących skrzyżowań ulic, obchodzono na początku stycznia i miało ono charakter ludyczny, połączone z atrakcyjnymi występami i pospolitymi rozrywkami dla mieszkańców. Według innych źródeł obchody Compitaliów przypadały w dniu 2 maja. Przedstawiciel każdej insuli wznosił na skrzyżowaniu ulic ołtarz, gdzie składano ofiarę (najczęściej z kury). Po oficjalnych ceremoniach następowały trzy dni szczególnie swobodnego świętowania.
Na wsi każdy rolnik budował na swym polu kapliczkę, w której składał pług oraz tyle drewnianych podobizn ludzkich, ilu członków liczyła rodzina. Następnego dnia składano ofiarę ze zwierzęcia dla oczyszczenia gospodarstwa na nadchodzący rok. Obrzędy te rozpoczynały trzy dni świąt.